# Houssein Gaber Ibrahim
Houssein Gaber Ibrahim (arabisch حسين جابر ابراهيم; * 1. Januar 1999) ist ein dschibutischer Schwimmer.

## Karriere
Gaber Ibrahim nahm im Alter von 16 Jahren erstmals im Rahmen der Afrikaspiele 2015 an internationalen Schwimmwettkämpfen teil. Zwischen 2017 und 2019 folgten weitere Teilnahmen an Weltmeisterschaften, Afrikameisterschaften, Kurzbahnweltmeisterschaften und Afrikaspielen. 2021 nahm der Dschibutier an den Olympischen Spielen in Tokio teil. Dort konnte er sich über 50 m Freistil auf Rang 65 von 73 platzieren. Ende desselben Jahres war er Teilnehmer der Kurzbahnweltmeisterschaften in Abu Dhabi.